# Diaparsis niphadoctona
Diaparsis niphadoctona là một loài tò vò trong họ Ichneumonidae.